# Cour d’appel de Colmar
Der Cour d’appel de Colmar ist ein französisches Gericht zweiter Instanz (Cour d’appel) mit Sitz in Colmar.

## Geschichte

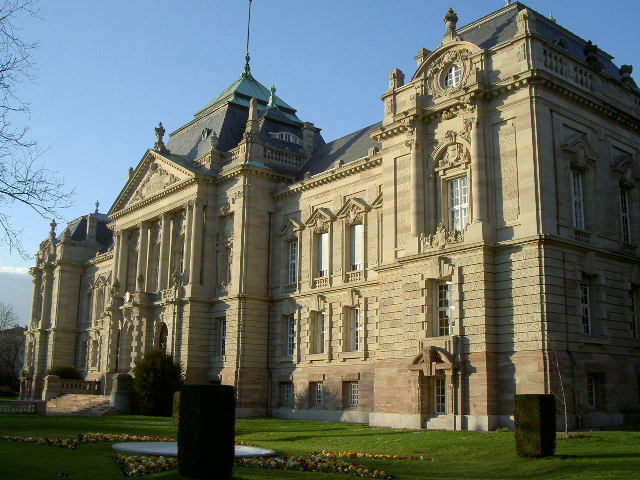
Gerichtsgebäude

Mit dem Gesetz vom 27. Ventôse des Jahres VII (gemäß dem damals geltenden Revolutionskalender, dem 18. März 1800 unserer Zeitrechnung), wurde in Colmar ein Appellationsgericht unter dem Namen „Tribunal d’appel“ eingerichtet.
Der Name des Gerichtes änderte sich im Laufe der Zeit. Mit Gesetz vom 18. Mai 1804 wurde der Name „Cour d’appel de Colmar“, 1810 „Cour Impériale“, im Zweiten Kaiserreich „Cour royale“ und in den Zeiten der Republik jeweils wieder „Cour d’appel de Colmar“.
Das Gericht war für die weitaus überwiegend deutschsprachigen Départements Bas-Rhin und Haut-Rhin (also das Elsass) zuständig.
Nach dem Deutsch-Französischen Krieg 1870/71 wurden Elsass und Lothringen als Reichsland Elsaß-Lothringen an das Deutsche Kaiserreich angegliedert. Der Cour d’appel de Colmar wurde aufgelöst und das Oberlandesgericht Colmar als Nachfolger gegründet. Im Gegensatz zur bisherigen Regelung war das neue Oberlandesgericht auch für Lothringen zuständig.
Mit dem Ende des Ersten Weltkriegs konnte Frankreich Elsaß-Lothringen zurückgewinnen und richtete die alten Verwaltungsstrukturen, darunter den Cour d’appel de Colmar, wieder ein. Mit der Unterbrechung durch die deutsche Besatzung im Zweiten Weltkrieg besteht das Gericht bis heute.

## Nachgeordnete Gerichte
| -         | 4 tribunaux de grande instance | 11 tribunaux d’instance                                                                         | 6 conseils de prud’hommes                        |
| --------- | ------------------------------ | ----------------------------------------------------------------------------------------------- | ------------------------------------------------ |
| Haut-Rhin | - Colmar - Mulhouse            | - Colmar - Guebwiller - Mulhouse - Thann                                                        | - Mulhouse - Colmar                              |
| Bas-Rhin  | - Saverne - Strasbourg         | - Haguenau - Illkirch-Graffenstaden - Molsheim - Saverne - Schiltigheim - Sélestat - Strasbourg | - Strasbourg - Schiltigheim - Haguenau - Saverne |

Der Cour d’appel de Colmar ist Rheinschifffahrtsobergericht für Frankreich.

## Richter
| Präsidenten 1811 bis 1870           |             |                                                                    |
| Präsident                           | Lebensdaten | Amtszeit                                                           |
| Jean-Louis Schirmer                 | 1739–1814   | 10. Juni 1811 bis 25. Dezember 1814                                |
| Hercule de Serre                    | 1776–1824   | 11. März 1815–1821 (außer während der Herrschaft der Hundert Tage) |
| Claude-Léopold de Millet de Chevers | gest. 1838  | 20. September 1821 bis 12. Mai 1838                                |
| Victor Rossée                       | 1780–1860   | 29. Dezember 1838–1852                                             |
| Charles-Sylvestre Rieff             | 1804–1874   | 30. Oktober 1852–1865                                              |
| Francois de Bigorie de Laschamps    | gest. 1885  | 21. Februar 1865–1870                                              |

## Gebäude

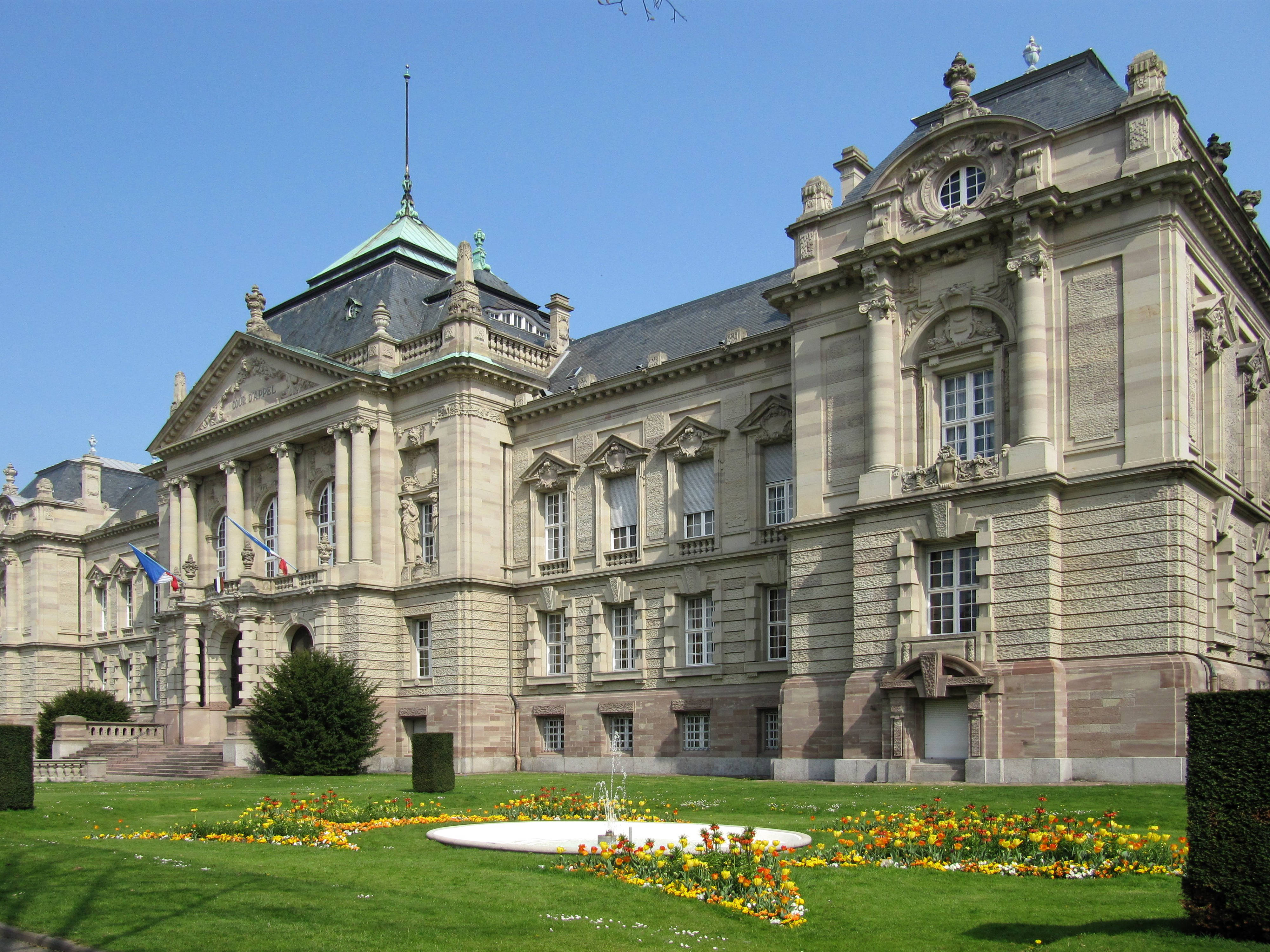
Gerichtsgebäude

Das repräsentative Gerichtsgebäude in Colmar mit Adresse 9 avenue Raymond-Poincaré wurde 1902 bis 1906 nach Plänen der Architekten Richard Kuder und Joseph Müller erbaut und steht heute als Monument historique unter Denkmalschutz. Bemerkenswert ist die monumentale Treppe in der Eingangshalle.